# Gendarme (caballería)
Un gendarme era un jinete de caballería pesada de noble cuna, que servía fundamentalmente en el ejército francés entre la Baja Edad Media y los comienzos de la Edad Moderna. Herederos de los caballeros de los ejércitos feudales medievales franceses, los gendarmes franceses también disfrutaban de una reputación estelar y eran considerados como la mejor fuerza de caballería pesada en toda Europa hasta que el declive de los ideales caballerescos que se debió en gran medida a los avances en constante evolución en la tecnología de la pólvora. Los gendarmes proporcionaban a los reyes de Francia una potente fuerza regular de lanceros acorazados con la cual, cuando fueron empleados adecuadamente, dominaron los campos de batalla de finales de la Edad Media y comienzos de la Edad Moderna. La Batalla de Pavía es considerada generalmente como el suceso que produjo, al menos simbólicamente, su desaparición, suceso que de manera inversa se considera como confirmación del ascenso de los Tercios españoles como la nueva fuerza militar dominante en Europa.

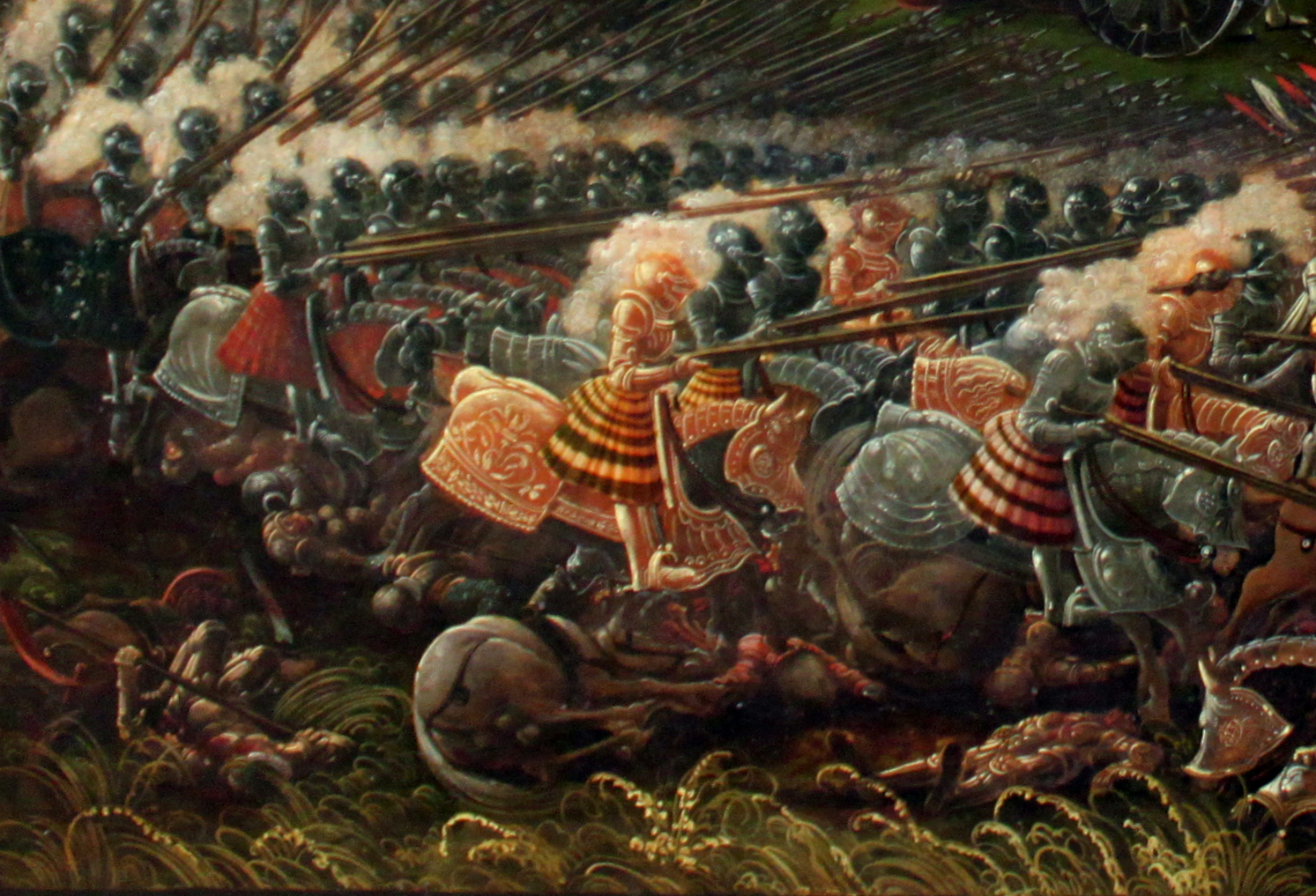
Gendarmes franceses de principios del. Nótese la armadura de placas muy completa tanto para jinete como para caballo, la lanza extremadamente pesada y las faldas militares, llamadas "bases", usadas de manera casi universal a principios del.

## Etimología
La palabra gendarme deriva originalmente del francés homme d'armes (hombre de armas), cuyo plural es gens d'armes. El plural fue abreviado más tarde a gendarmes y se hizo un singular de éste, gendarme.

## Historia

### Origen
Como la mayoría de soberanos del siglo XV, los reyes de Francia buscaban hacerse con ejércitos permanentes de soldados profesionales para librar sus guerras incesantes, la más notable de las cuales fue la Guerra de los Cien Años. Para ese período, se había demostrado ya hacía mucho tiempo que la antigua forma de la tasa feudal era inadecuada y había sido reemplazada por varios métodos ad hoc de pagar a las tropas vasallas que servían a cambio de dinero en lugar de simplemente por obligación feudal, método que era complementado en gran medida con la contratación de grandes números de mercenarios puros. Estos métodos, aunque constituyeron mejoras respecto al antiguo servicio anual de 40 días que debían los caballeros (las élites guerreras tradicionales de la Europa medieval), también estaban sujetos a presiones a raíz de las largas campañas. Durante los períodos de paz, también dieron como resultado una desestabilización social, ya que las compañías de mercenarios—que recibieron durante este período el nombre de routiers—se rehusaban de disolverse hasta que les dieran su pago retroactivo (pagos que estaban invariable e irremediablemente atrasados), y generalmente saqueaban y aterrorizaban a las áreas que ocupaban.
Los reyes franceses buscaron una solución a estos problemas emitiendo ordenanzas (ordonnances) que establecían ejércitos permanentes por medio de los cuales las unidades eran incorporadas, acuarteladas y organizadas permanentemente en formaciones de tamaño determinado. Los soldados de estas unidades firmaban un contrato que los mantenía al servicio de la unidad por períodos de un año o más. La primera ordenanza francesa de este tipo fue emitida por el rey Carlos VII en el parlamento general de Orleans en 1439, y tenía el propósito de reclutar un ejército para aplastar las devastadoras incursiones de los Armagnacs.

### Compañías de gendarmes francesas
Eventualmente, la declaración de más ordenanzas iba a establecer las pautas generales para la organización de compañías de gendarmes. En consecuencia, las tropas en estas compañías recibirían el nombre de gendarmes d'ordonnance. Cada una de las 15 compañías de gendarmes debía tener 100 lances fournies (escuadrones de lanceros), cada una compuesta por seis jinetes—un jinete noble acorazado y de caballería pesada, un compañero de combate con armas más ligeras (coutillier), un paje (un no combatiente) y tres arqueros montados con el propósito de apoyar a la infantería. Los arqueros debían cabalgar a la batalla y desmontar para disparar sus flechas, lo que hicieron hasta finales del siglo XV, cuando empezaron a luchar a lomo de caballo como una especie de gendarme más ligero, si bien todavía recibían el nombre de "arqueros." Estos arqueros posteriores llevaban armaduras menos pesadas que las de los gendarmes y una lanza ligera, pero eran capaces de lanzar una carga eficiente cuando era necesario.

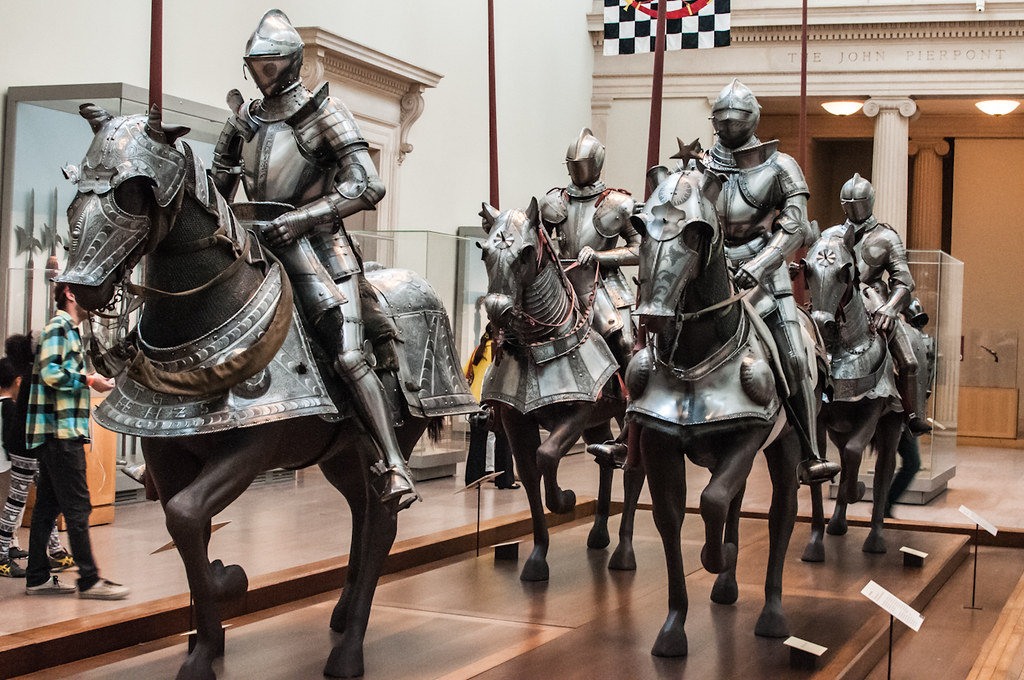
Armadura en exhibición en el Museo Metropolitano de Nueva York.

Con todo, esta organización era provisional y uno de los arqueros montados solía ser reemplazado por otro no combatiente, un sirviente (valet).
En 1434, la paga para los miembros de la compañía se fijó en 120 libras para gendarmes, 60 para coutilliers, 48 para arqueros y 36 para no combatientes.
La organización de la unidad de gendarmes evolucionó con el tiempo. La retención de la lanza como una relevante formación pequeña de unidades, una reliquia de la época medieval, desapareció gradualmente en el siglo XVI y, en un edicto de 1534, Francisco I declaró que una compañía de gendarmes se compondría de 40 gendarmes pesados y sesenta arqueros montados medianos (cada gendarme con dos asistentes, pajes y/o ayudas de cámara desarmados), acabando así prácticamente con las antiguas proporciones de tipos de tropas que se basaban en el número de lanzas. Para la década de 1550, los avances en la tecnología de las armas de fuego dictaminaban que un cuerpo de 50 jinetes de caballería ligera armados con arcabuces se adjuntara a cada compañía de gendarmes.
Los jinetes de caballería pesada de estas compañías eran por lo general hombres de noble cuna, que habrían fungido como caballeros en ejércitos feudales anteriores. En muchos aspectos todavía guardaban gran semejanza con los caballeros, al vestir armadura de placas completa, luchar a lomo de caballo y cargar la pesada lanza.
Era la corona la que conformaba una compañía de gendarmes: el rey nombraba a un magnate para que formara la compañía y fuera su capitán, y le pagaba por su mantenimiento. De esta forma, se mantenían los lazos entre la corona y los magnates, en tanto el patrocinio real esencialmente compraba la lealtad de la nobleza. De igual manera, el nombramiento de caballeros particulares para una compañía de gendarmes (un asunto de administración provincial) se conseguía principalmente gracias al patrocinio y las recomendaciones, favoreciendo a aquellos que tuvieran las conexiones familiares adecuadas. Los reclutas preferían puestos en compañías localizadas en sus provincias de origen, pero no siempre los obtenían.
El número total de gendarmes en las compañías variaba a lo largo de las décadas. El punto más alto fue de aproximadamente unas 4.000 lanzas durante los últimos años del reinado de Luis XI, pero el Edicto General de Estados de 1484 lo redujo a 2.200 lanzas, un número que a partir de entonces fue, más o menos, el promedio en tiempos de paz. En tiempos de guerra, esta cifra se incrementaba en otras 1.000 lanzas generalmente. Cuando terminaba el conflicto, la reducción ocurría o bien en el número de compañías o en el número de lanzas dentro de las compañías (o mediante una combinación de estos dos métodos). Los capitanes temían reducciones de sus compañías en tanto significaban una disminución de su prestigio e ingresos, y trabajaban duro para evitarlo; por lo general, la influencia de los respectivos capitanes en la corte se veía reflejada en qué compañías se veían reducidas.
Las compañías de gendarmes se emplazaban permanentemente en ciudades de todas las provincias de Francia, sujetas a ser convocadas durante tiempos de guerra y concentradas dentro de los ejércitos reales. Algunas se asociaban estrechamente con las ciudades donde estaban localizadas. Si tales ciudades-guarnición no tenían los suficientes recursos para apoyar a los gendarmes presentes, como solía ser el caso, las soldados a menudo encontraban alojamiento en áreas cercanas. Tal falta de alojamiento podía ocurrir incluso en épocas de paz, cuando muchos de los hombres se retiraban a sus hogares en lugar de permanecer en la guarnición (especialmente durante los inviernos), a pesar incluso del sistema contemporáneo de permisos, que permitía que hasta una cuarta parte de la compañía estuviese ausente en cualquier momento dado. Correspondía a los capitanes traer de regreso a la compañía a aquellos hombres que se ausentaban por tales razones cuando el gobernador provincial así lo ordenara. Las ausencias prolongadas eran un problema crónico en las compañías.
Las ordenanzas francesas establecían así mismo fuerzas regulares de infantería, pero estas tenían sustancialmente mucho menos éxito.

### Compañías de gendarmes de Borgoña
Fue gracias a un ejército cada vez más profesional, incluyendo su caballería pesada de gendarmes, que el rey de Francia derrotó en últimas a los ingleses en la Guerra de los Cien Años para luego buscar afirmar su autoridad sobre los grandes ducados semiindependientes de Francia. Cuando Carlos el Temerario, duque de Borgoña, quiso establecer un ejército para hacerle frente a esta amenaza real francesa, emuló al ejército de ordonnance francés, formando informalmente su propia fuerza de gendarmes en compañías de ordonnance a partir de 1470, y estableciéndolas oficialmente por medio de una ordonnance emitida en 1471, y refinando las compañías en ordonnances adicionales decretadas en 1472, 1473 y 1476. Estas ordonnances crearon doce compañías de artillería, para un total de 1.200 gendarmes.
Al igual que las compañías francesas, las compañías de gendarmes d'ordonnance de Borgoña estaban compuestas por 100 lanzas, y se formaban y guarnecían de manera similar, si bien se organizaban de manera diferente, dividiéndose en cuatro escuadrones (escadres), cada uno con cuatro chambres de seis lanzas cada una. Cada lanza de Borgoña contenía aún a los seis jinetes, pero incluía además a tres soldados puramente de infantería: un ballestero, un artillero y un piquero, que en la práctica luchaban en sus propias formaciones en el campo de batalla. Había una vigesimoquinta lanza en el escadre, la del comandante de escuadrón (chef d'escadre).
Las recién establecidas compañías de ordonnance de Borgoña fueron lanzadas casi de inmediato al caldero de las guerras de Borgoña, donde sufrieron bajas atroces en una serie de batallas desastrosas contra los suizos, incluyendo la muerte del mismísimo duque, sin haber dejado un heredero varón. En últimas, sin embargo, Felipe el Hermoso restableció elementos de sus gendarmes d'ordonnance en una menor escala, y estas compañías sobrevivieron para luchar en las tropas de los Habsburgo hasta el siglo XVI.

### Gendarmes en batalla a principios delsigloXVI
Francia empezó el siglo XVI con sus compañías de gendarmes como la fuerza de caballería pesada más grande y más respetada de Europa, temida por su poderoso armamento, temerario coraje y esprit de corps. A medida que el siglo XV llegaba a su fin, lo mismo ocurría con las prácticas tácticas de la Guerra de los Cien Años, y los gendarmes del siglo XVI volvieron a luchar exclusivamente a lomo de caballo, generalmente en una línea muy delgada (en haye), usualmente de dos o incluso una sola fila de profundidad, para maximizar el número de lanzas que se lanzan sobre el objetivo enemigo a la vez.

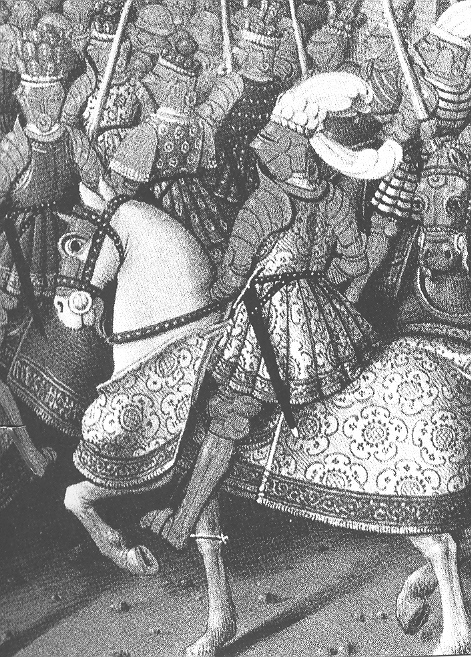
Gendarmes franceses.

Como tal, las décadas del comienzo y mediados del siglo XVI pueden parecer a los ojos de los espectadores modernos un período de anacronismo militar: caballería fuertemente acorazada, apareciendo ante todo el mundo como los caballeros de antaño, atravesando el campo de batalla al lado de artillería pesada de rápida modernización y de infantería que cargaba armas de fuego.
Sin embargo, la caballería de gendarmes, cuando se empleaba de manera apropiada, podía aún ser una arma decisiva, en tanto podían lanzar un potente ataque de choque y mantenerse bastante maniobrables a pesar de su armadura extremadamente pesada que ahora usaban para defenderse de armas de fuego cada vez más poderosas. En algunas batallas, como las de Seminara, Fornovo o Rávena, se enfrentaron con sus oponentes fuertemente acorazados y prevalecieron, dominando la batalla. En otras, como la de Marignano, eran parte de un equipo de armas combinadas de facto, operando en conjunto con infantería y artillería para lograr la victoria en el campo de batalla contra un enemigo exclusivamente de infantería. También podían fungir, por plan o por pura casualidad, como una fuerza de reserva decisiva que podía entrar en medio de una batalla confusa y aplastar a la infantería enemiga desordenada. El mejor ejemplo de esto sería en Rávena, donde los gendarmes, que acababan de expulsar a la caballería española del campo, dieron vuelta a los resultados del enfrentamiento entre infanterías en el que habían prevalecido los españoles, pisoteando a la desordenada infantería española.
Con todo, cuando no tenían apoyo y cuando se enfrentaban a una infantería enemiga en buen estado, particularmente aquellas que iban en formaciones de picas y disparos o en posiciones defensivas fuertes, sufrían numerosas bajas a pesar de su armadura ahora inmensamente gruesa. Ejemplos de esto fueron la Batalla de Pavía, en la que la caballería francesa fue destruida por la infantería española que buscó cubrirse en un terreno accidentado, y la batalla de Cerisoles, en la que los gendarmes franceses se sacrificaron en cargas infructuosas contra los regimientos de infantería imperiales autosostenidos. La formación de picas y disparos desarrollada por los españoles era particularmente letal para los gendarmes, que sufrían enormes bajas a manos de disparos de arcabuces y mosquetes, pero eran incapaces de rebasar a los tiradores vulnerables debido a la protección que les brindaban los piqueros de la formación, aunque retrasándolos con éxito de intervenir en el escenario de batalla central. También se demostró en la misma batalla que era efectivo derrotar a las formaciones de picas y disparos luchando en el centro por medio de una carga por el flanco con un grupo de 80 Gendarmes bajo el mando de Boutières.

### Evolución hacia una caballería más ligera a finales delsigloXVI
A partir de la década de 1540, apareció un desafío más para los gendarmes en la forma de la caballería reiter alemana, que iba armada con pistolas de llave de rueda. Estos jinetes ofrecían una forma más barata de caballería pesada comparados con los gendarmes, extremadamente costosos. Si bien la efectividad de esta caballería dotada con armas de fuego variaba, varios capitanes franceses importantes durante las Guerras de Religión francesas, entre ellos Francois de la Noue y Gaspard de Saulx, se convirtieron en fuertes críticos de las lanzas y firmes defensores del uso de pistolas a lomo de caballo.

De la Noue, en particular, escribió en sus memorias:
"Tras lo cual diré que si bien los escuadrones de lanzas ciertamente dan una carga galante, no pueden sin embargo tener un gran efecto, pues al principio no mataron a nadie, sí, es un milagro que alguien muera atravesado por una lanza. Sólo pueden herir a algún caballo, y en cuanto al choque, muchas veces es de poca fuerza, mientras que los reiter perfectos nunca disparan sus pistolas sino entre las junturas y disparando de cerca, hieren, apuntando siempre a la cara o al muslo. La segunda fila también dispara, por lo que la vanguardia del escuadrón de hombres o armas está tras el primer encuentro medio derribada y mutilada. Aunque la primera fila puede hacer algún daño con sus lanzas, especialmente a los caballos, las demás filas siguientes no pueden hacerlo, al menos no la segunda o la tercera, y en cambio se ven obligados a arrojar sus lanzas y ayudarse a sí mismos con sus espadas. A este punto hay que considerar dos cosas que la experiencia ha confirmado. El primero, que los reiter nunca son tan peligrosos como cuando se entremezclan con el enemigo, pues es entonces cuando todos disparan. El otro, que al encontrarse los dos escuadrones, apenas si han disparado la segunda pistola cuando el uno o el otro se han dado la vuelta. Esto porque ya no compiten como lo hacían los romanos contra otras naciones, quienes a menudo mantenían el campo luchando cara a cara durante dos horas antes de que cualquiera de las partes se diera la vuelta. Por todas las razones ya mencionadas, me veo obligado a admitir que un escuadrón de pistolas, cuando cumple con sus deberes, romperá doblegará a un escuadrón de lanzas."
De Saulx señaló en sus propias memorias:
"Las grandes pistolas hacen que la acción cercana sea tan peligrosa que todo el mundo quiere irse, lo que hace que las peleas sean más cortas"
Los franceses, empezando por los rebeldes hugonotes, rápidamente reemplazaron la pesada lanza del gendarme por dos pistolas, y la armadura del gendarme se aligeró rápidamente para brindarle más movilidad al jinete (y reducir el altísimo costo de desplegar tales tropas). Las tremendas victorias obtenidas por Enrique IV en batallas como las de Ivry, Arques o Coutras, ganadas en gran medida por su caballería pistolera en contra de los gendarmes realistas equipados de manera tradicional, llevaron a la conversión completa del gendarme hacia el uso de armas de fuego para finales del siglo XVI. Tales cambios también estaban ocurriendo en otras naciones de Europa occidental, por ejemplo los holandeses bajo el mando de Mauricio de Nassau,  que descartaron la lanza en 1597.

### Gendarmes después delsigloXVI

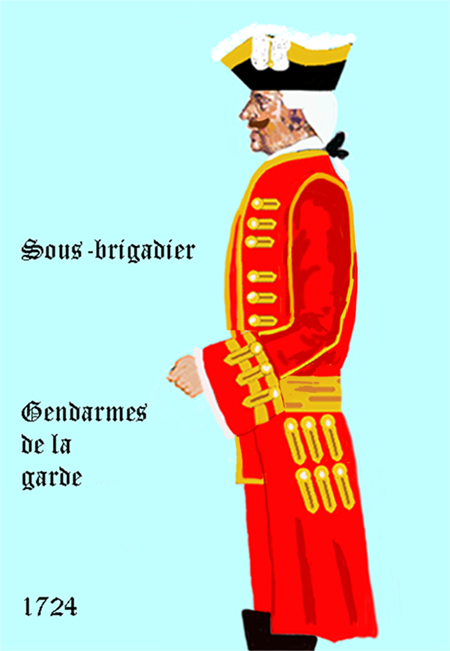
Uniforme de un Sous-Brigadier en 1724

Los soldados de caballería llamados gendarmes siguieron sirviendo en los ejércitos franceses durante los siglos por venir, a menudo con prominencia (como en las guerras de Luis XIV), pero con características menos distintivas que aquellas que tuvieron durante el siglo XVI. La Guardia Real, conocida como la Maison militaire du roi de France, tenía dos unidades de gendarmes: los Gendarmes de la garde (Gendarmes de la Guardia), creados en 1609 y los Gendarmes de France o Gendarmes d'Ordonnance, unidades de caballería regular que continuaban las tradiciones de los Gendarmes del siglo XVI.
En 1720, la Maréchaussée de France, una fuerza policial bajo la autoridad de los mariscales de Francia, fue puesta bajo la autoridad administrativa de la Gendarmerie de France (Gendarmería de Francia). La Gendarmería fue disuelta en 1788 y la Maréchaussée en 1791, solo para ser recreadas como una nueva fuerza policial con estatus militar, la Gendarmería Nacional, que aún existe en la actualidad. Esto explica la evolución del significado de la palabra gendarme de un hombre-de-armas noble a oficial de policía militar.
Durante el gobierno de Napoleón I, los Gendarmes d'élite de la Garde impériale ("Gendarmes de élite de la Guardia imperial") fueron una unidad de gendarmería formada en 1801 por Napoleón como parte de la Guardia Consular, que se convirtió en la Guardia Imperial en 1804. En tiempos de paz, su función era la de proteger las residencias y palacios oficiales, así como brindar seguridad a importantes figuras políticas. En tiempos de guerra, su función era la de proteger el cuartel general imperial, escoltar prisioneros y, ocasionalmente, hacer cumplir la ley y limitar el desorden civil en ciudades conquistadas. La unidad pasó a llamarse Gendarmes des chasses du roi durante la Primera Restauración Borbónica, pero se disolvió en 1815 durante la Segunda Restauración.